# Jefferson Valley
Jefferson Valley est une census-designated place du comté de Westchester, dans l'État de New York, aux États-Unis. En 2020, elle compte une population de 14 444 habitants.